# The Story of a Piece of Slate
The Story of a Piece of Slate è un cortometraggio muto del 1904 diretto da Cecil M. Hepworth. Il film è un breve documentario sull'ardesia.

## Produzione
Il film fu prodotto dalla Hepworth.

## Distribuzione
Distribuito dalla Hepworth, il documentario presumibilmente uscì nelle sale cinematografiche britanniche nel 1904.
Non si hanno altre notizie del film che si ritiene perduto, forse distrutto nel 1924 quando il produttore Cecil M. Hepworth, ormai fallito, cercò di recuperare l'argento del nitrato fondendo le pellicole.